# Monumento a Magallanes
El Monumento a Magallanes o Monumento a Fernando de Magallanes es una gran torre conmemorativa erigida en honor del explorador portugués al servicio de España Fernando de Magallanes en la ciudad de Lapu-Lapu, en la isla filipina de Mactán (Cebú).
El monumento fue erigido por el Gobierno de Isabel II hacia 1866, mide 30 metros de altura y se encuentra en el sitio de la isla de Mactán conocido como Punta Engaño. Se cree que el lugar fue el área donde Magallanes murió en la batalla de Mactán en 1521.